# Carl Manicus-Hansen
Carl Hans Theodor Manicus-Hansen (2. december 1877 i København – 23. september 1960 samme sted) var en dansk cand. polyt. ,ingeniør og gymnast. Han repræsenterede Akademisk Gymnastikforening. 
Manicus-Hansen deltog i de Olympiske mellemlege 1906 i Athen, og var dér med på det danske hold som vandt sølv i holdkonkurrencen i gymnastik, efter Norge. To år senere, under OL 1908 i London, deltog han også og erobrede en fjerdeplads. Sverige vandt foran Norge og Finland.
Carl Manicus-Hansen var bror til fagforeningskvinden Thyra Manicus-Hansen. Som sine øvrige søskende fik de, ret usædvanligt, navn efter både sin far og sin mor, Helene Manicus (1840-), der var født Egernførde (i Sydslesvig, efter 1864 Tyskland) og også selv beholdt sit pigenavn side om side med det Hansen, hun giftede sig til. Deres far, Emil Anton Hansen (1837), var fra 1872 udstationeret som stationsbestyrer for Store Nordiske Telegrafselskab i Vladivostok i Rusland. Carl Manicus-Hansen tilbragte en stor del af sin barndom og ungdom i udlandet. Efter opholdet i Rusland fik faderen stillinger i både England og Frankrig, så da forældrene ved faderens pensionering i 1892 slår sig ned i København, er det en sprogkyndig børneflok, de tager med sig hjem.